# Giselbert (Waldsassen)
Giselbert OCist. (? – po roce 1270) byl německý cisterciácký mnich, v letech 1265-1268 10. opat kláštera v Oseku u Duchcova a v letech 1267-1270 7. opatem kláštera Valdsasy v Bavorsku.

## Život

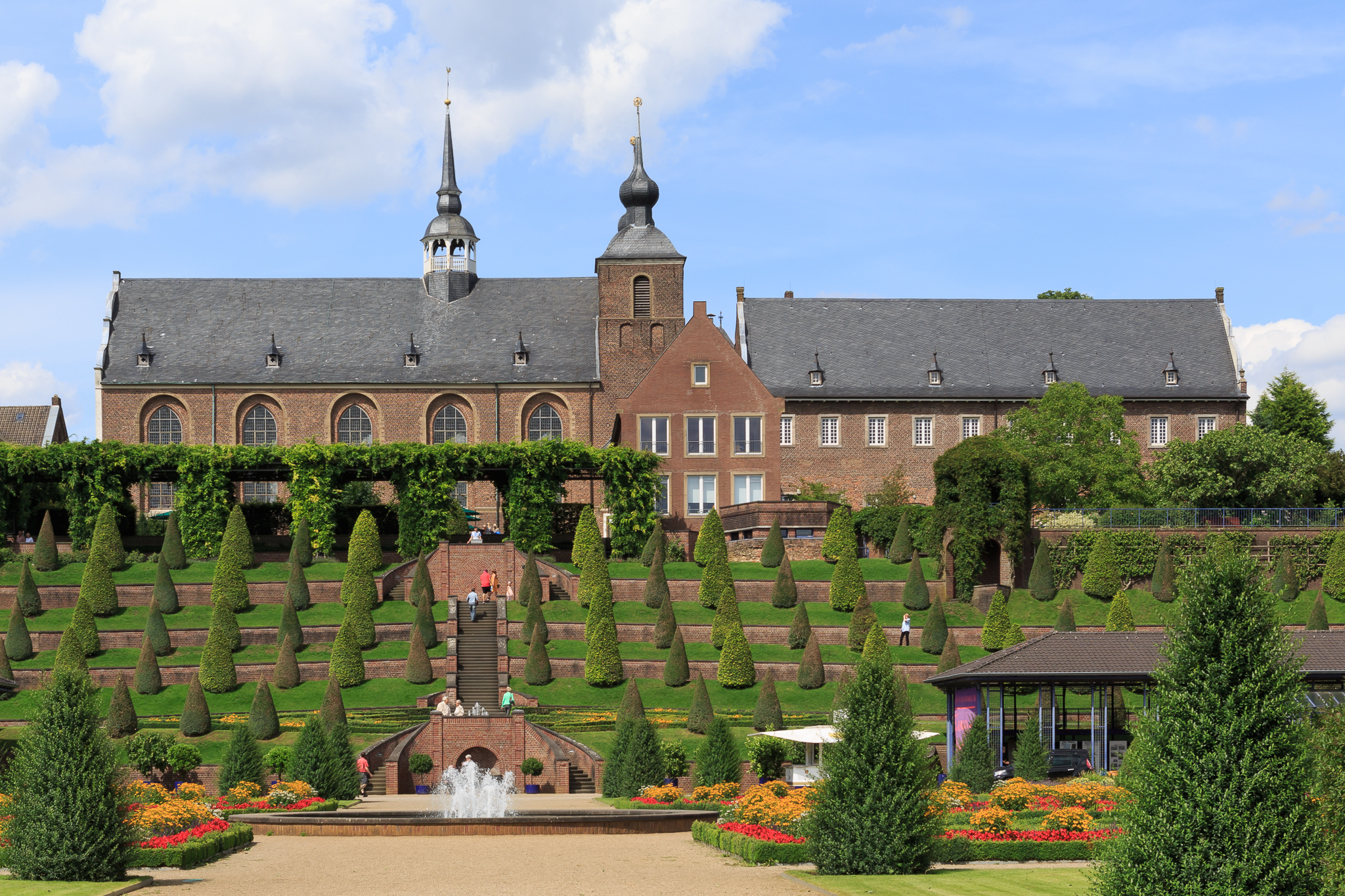
Klášter Kamp v Severním Porýní-Vestfálsku

Nejdříve byl v letech 1265–1268 cisterciácký řeholník Giselbert 10. opatem oseckého kláštera v Čechách. Poté se od roku 1267 stal 7. opatem valdsaského kláštera v Horní Falci. 
Kromě toho byl také opatem kláštera Kamp v Severním Porýní-Vestfálsku, který za jeho působení získal mnoho poddaných dvorů v Německu a Nizozemsku.